# 穴棲視星鯰
穴棲視星鯰，為輻鰭魚綱鯰形目視星鯰科的其中一種，為熱帶淡水魚，分布於南美洲納波河流域，體長可達7公分，棲息在洞穴溪流底層水域，生活習性不明。

## 扩展阅读
維基物種上的相關：穴棲視星鯰